# Рождественская ёлка на Трафальгарской площади
Рождественская ёлка на Трафальгарской площади устанавливается ежегодно с 1947 года. Является подарком народу Великобритании от города Осло, столицы Норвегии. Ёлка находится на Трафальгарской площади с начала декабря до 6 января. 

## История

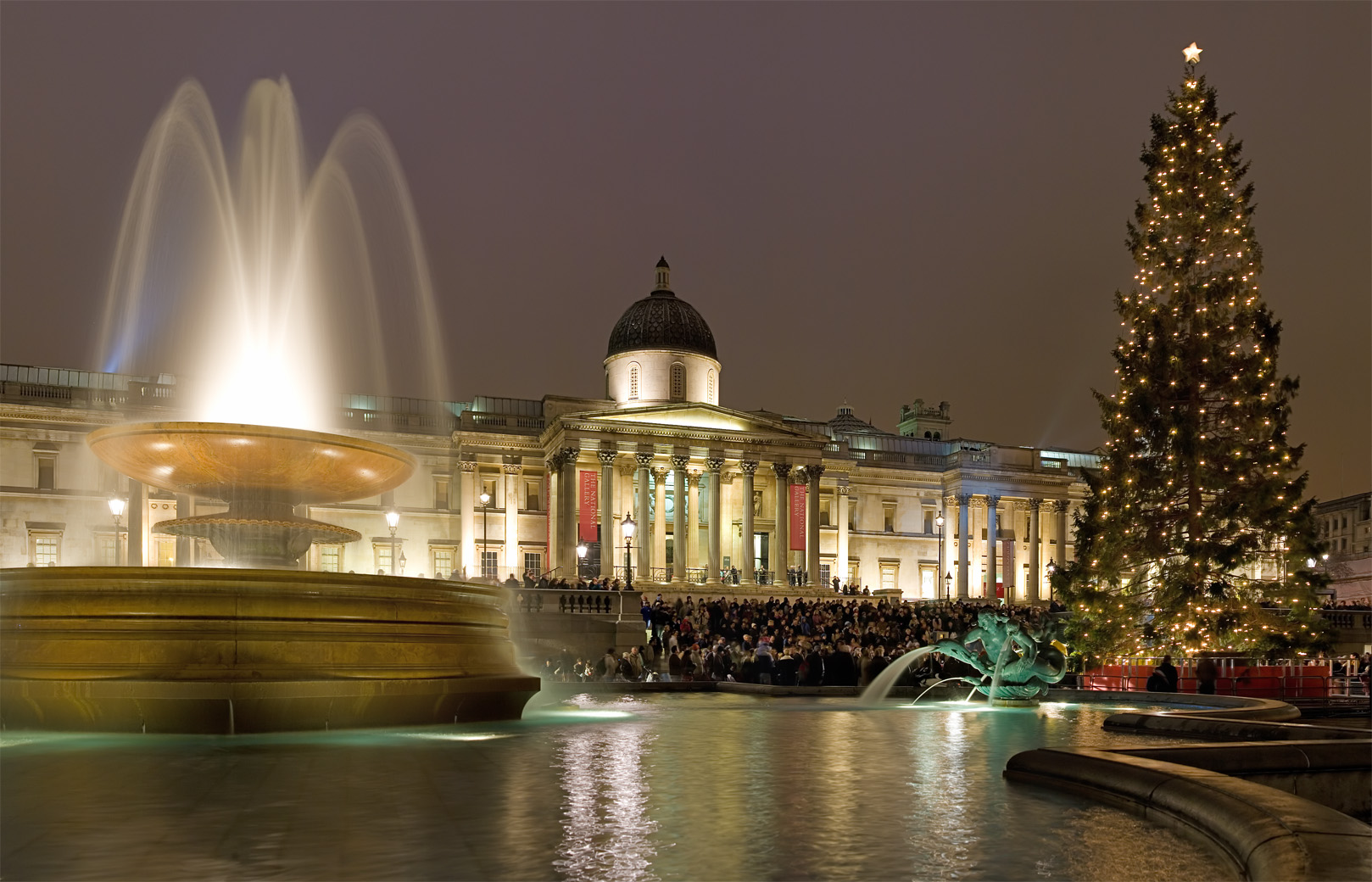
Рождественские песнопения у ёлки на Трафальгарской площади за два дня до Рождества 2006 года

Рождественская ёлка на Трафальгарской площади является ежегодным рождественским подарком города Осло в знак благодарности за помощь, оказанную Великобританией Норвегии во время Второй мировой войны.
Пространство у ёлки становится центром празднования Рождества, в первую местом традиционных рождественских песнопений, в которых участвуют различными коллективы с целью сбора средств для некоммерческих или благотворительных организаций.
Ёлка остаётся на площади до наступления двенадцатой ночи Рождества. После этого дерево убирают и отправляют на переработку.

## Дерево

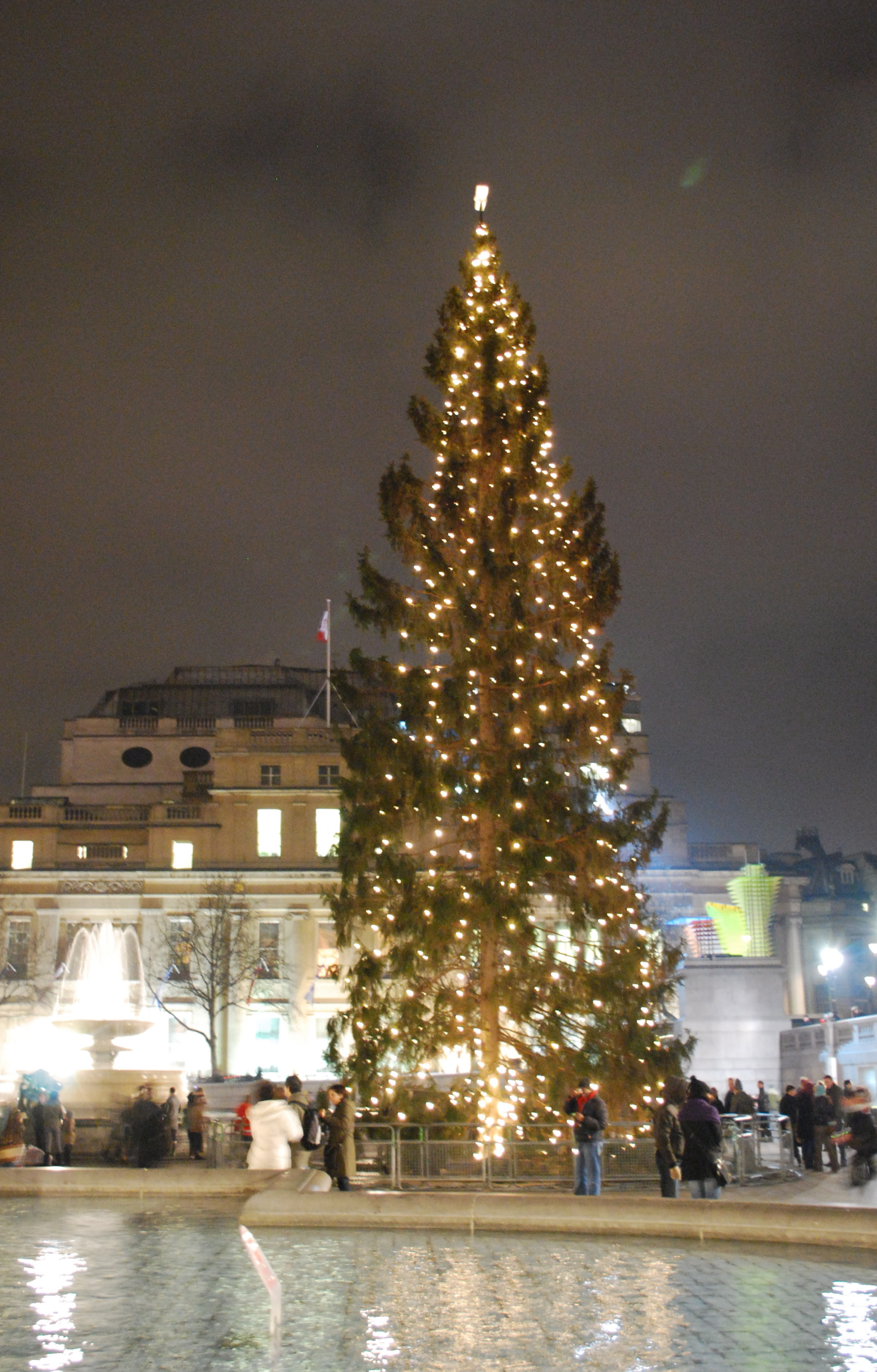
Ёлка на Трафальгарской площади в 2008 году

В качестве рождественской ёлки на Трафальгарской площади, как правило, используется 50-60-летняя норвежская ель, обычно высотой более 20 метров. Дерево рубят в Норвегии примерно в ноябре во время церемонии с участием посла Великобритании в Норвегии, мэра Осло и лорд-мэра Вестминстера. Затем дерево отправляется в Великобританию морским транспортом. В прошлом в течение нескольких лет доставку ёлки в порт Филикстоу бесплатно осуществляла компания Fred Olsen Line. В 2007 году дерево прибыло в страну через порт Иммингем при содействии компании DFDS Tor Line. С 2018 года транспортировку, охрану и установку ёлки на площади осуществляет компания Radius Crane Management Ltd.
Ёлка на Трафальгарской площади украшена в традиционном норвежском стиле и подсвечена 500 белыми огнями. В 2008 году в гирляндах использовались галогенные лампы низкой мощности, их общая мощность составила 3,5 кВт.
У основания дерева стоит табличка с надписью:

Это дерево подарено городом Осло в знак благодарности норвежцев лондонцам за их помощь в 1940-45 годах.

Дерево дарится ежегодно с 1947 года.
Оригинальный текст (англ.)This tree is given by the city of Oslo as a token of Norwegian gratitude to the people of London for their assistance during the years 1940-45.

A tree has been given annually since 1947.

## Церемонии зажжения и песнопения
Церемония зажжения огней на ёлке проходит в первый четверг декабря в присутствии нескольких тысяч зрителей. Её проводит лорд-мэр Вестминстера, музыкальное сопровождение обеспечивают оркестр и хор.
Пространство у ёлки является традиционным местом сбора желающих исполнить рождественские песни. Для многих лондонцев ёлка и сопутствующие мероприятия означают скорое празднование Рождества.
С 2009 года Общество поэзии ежегодно собирает новые стихи для размещения на плакатах вокруг основания дерева. В 2010 году одно из стихотворений было прочитано школьниками на церемонии зажжения огней.